# Ульссон, Ханс (горнолыжник)
Ханс У́льссон (швед. Hans Olsson, род. 27 августа 1984 года, Мура) — шведский горнолыжник, участник Олимпийских игр в Ванкувере, призёр этапов Кубка мира. Специализируется в скоростном спуске.
В Кубке мира Ульссон дебютировал в 2004 году, в ноябре 2008 года впервые попал в тройку лучших на этапе Кубка мира. Всего на сегодняшний день имеет 2 попадания в тройку лучших на этапах Кубка мира, оба в скоростном спуске. Лучшим достижением в общем зачёте Кубка мира является для Ульссона 37-е место в сезоне 2008-09.
На Олимпиаде-2010 в Ванкувере, был заявлен в четырёх гонках: скоростной спуск — 12-е место, супергигант — не финишировал, комбинация — не финишировал, гигантский слалом — не стартовал.
За свою карьеру участвовал в трёх чемпионатах мира, завоевал серебро в командных соревнованиях на чемпионате мира — 2007 и бронзу на командных соревнованиях на чемпионате мира — 2011.
Использует лыжи и ботинки производства фирмы Head.